# Le Pian-sur-Garonne
 Le Pian-sur-Garonne  là một xã thuộc tỉnh Gironde trong vùng Nouvelle-Aquitaine tây nam nước Pháp.